# Sandro Pertini
Alessandro Giuseppe Antonio Pertini, znan kot Sandro Pertini, italijanski politik, partizan in novinar, * 25. september 1896, Stella, Ligurija, Kraljevina Italija, † 24. februar 1990, Rim, Italija.

## Življenje
Družina
Pertini se je rodil v Stelli ob 17.45 v petek 25. septembra 1896, v premožni družini (njegov oče Alberto Gianandrea, rojen v Savoni 26. januarja 1853 in umrl mlad v Stelli 16. maja 1908, je bil posestnik). Imel je štiri brate in eno sestro, ki so dosegli polnoletnost, na trinajst: najstarejši brat Giuseppe Luigi Pietro, znan kot »Gigi«, rojen v Savoni 16. januarja 1882 in umrl v istem mestu 2. januarja 1975, slikar; Maria Adelaide Antonietta, znana kot »Marion«, rojena v Stelli 3. oktobra 1898 in umrla v Genovi 4. aprila 1981, se je poročila z italijanskim diplomatom Aldom Tonno; Giuseppe Luigi, znan kot »Pippo«, rojen v Stella 8. avgusta 1890 in umrl tam 27. avgusta 1930, karierni častnik; in Eugenio Carlo, znan kot »Genio«, rojen v Stelli 19. oktobra 1894, ki je bil med drugo svetovno vojno deportiran v koncentracijsko taborišče Flossenbürg, kjer je umrl 20. aprila 1945.